# North Reading (Massachusetts)
North Reading es un municipio situado en el condado de Middlesex, Massachusetts, Estados Unidos. Tiene una población estimada, a mediados de 2022, de 15 549 habitantes.

## Geografía
La localidad está ubicada en las coordenadas 42°34′42″N 71°5′4″O / 42.57833, -71.08444. Según la Oficina del Censo de los Estados Unidos, tiene una superficie total de 35.0 km², de la cual 34.1 km² corresponden a tierra firme y 0.9 km² están cubiertos de agua.

## Demografía
Según el censo de 2020, en ese momento había 15 554 personas residiendo en la localidad. La densidad de población era de 456 hab./km². El 89.20% de los habitantes eran blancos, el 0.89% eran afroamericanos, el 0.15% eran amerindios, el 3.83% eran asiáticos, el 0.01% era isleño del Pacífico, el 1.17% eran de otras razas y el 4.74% eran de una mezcla de razas. Del total de la población, el 3.00% eran hispanos o latinos de cualquier raza.